# Kensett (Iowa)
Kensett – miasto w Stanach Zjednoczonych, w stanie Iowa, w hrabstwie Worth. Zgodnie ze spisem statystycznym z 2000 roku, miasto liczyło 280 mieszkańców.